# Elvin Beqiri
Pour les articles homonymes, voir Beqiri.
Elvin Beqiri est un  footballeur albanais né le 27 septembre 1980 à Shkodër, ville d'Albanie.
Il mesure 180 cm pour 73 kg. Il joue actuellement dans le club du FK Khazar Lankaran en Azerbaïdjan et portait le maillot n° 18 au KS Vllaznia Shkodër.

## Palmarès
| saison                 | club                | pays |
| ---------------------- | ------------------- | ---- |
| juillet 1999-juin 2003 | KS Vllaznia Shkodër |      |
| juillet 2003-2005      | Metalurg Donetsk    |      |
| 2005                   | Alania Vladikavkaz  |      |
| 2005-juin 2006         | Maccabi Tel Aviv    |      |
| juillet 2006-juin 2008 | Metalurg Donetsk    |      |
| 2008                   | Arsenal Kiev        |      |
| juillet 2008-2010      | KS Vllaznia Shkodër |      |
| 2010-                  | FK Khazar Lankaran  |      |

## Sélections
- 2002- :  Albanie (43 sélections, 0 but)